# 다마 이 오브레로 (2013년 텔레노벨라)
《다마 이 오브레로》(스페인어: Dama y obrero)는 2013년 방영된 미국의 텔레노벨라이다.